# Calymperes linearifolium
Calymperes linearifolium är en bladmossart som beskrevs av C. Müller 1874. Calymperes linearifolium ingår i släktet Calymperes och familjen Calymperaceae. Inga underarter finns listade i Catalogue of Life.